# 聖安當小學
 聖安當小學（英語：St. Antonius Primary School），為香港觀塘區一所津貼小學，於1968年創立，1999年遷入現址。

## 歷史
繼中華無原罪聖母女修會於1959年接辦北角榮光小學後，再於1960年代獲政府批出位於油塘欣榮街100號的一幅用地，以開辦混合半日制小學。至1968年3月，此校正式創立，並分為上、下午校，當中僅後者接受政府津貼，另私立上午校亦附設「小學預備班」。
由於興建將軍澳綫油塘站的緣故，地鐵公司於1997年與此校達成代建現址校舍的協議，取代需要拆卸的舊校舍。1999年，此校正式遷入現址。
2000年3月3日，重置校舍舉行祝聖及揭幕禮，由時任天主教香港教區主教胡振中樞機，及地鐵工程計劃經理林慶樟主持。
因應小學全日制政策，此校先於2003年逐步停辦私立上午校，再於2005年起將津貼下午校逐步改制。隨著最後一屆私立小六於2008年畢業，此校全面實行全日制，並維持至今。

## 校舍
現時校舍為一座特別設計的1998年版小學靈活式校舍，佔地7,760平方米，設有36間課室及各種特別室，當中1樓的六間課室為同系「聖安當幼稚園」專用校舍。在安博官立小學新校舍落成前，此校為全港唯一一座同時設有小學及幼稚園的標準校舍。
現有校舍連同天主教普照中學重置校舍，均為地鐵公司就興建油塘站而進行的賠償工程，總承建商為新福港，於1999年7月26日交付。

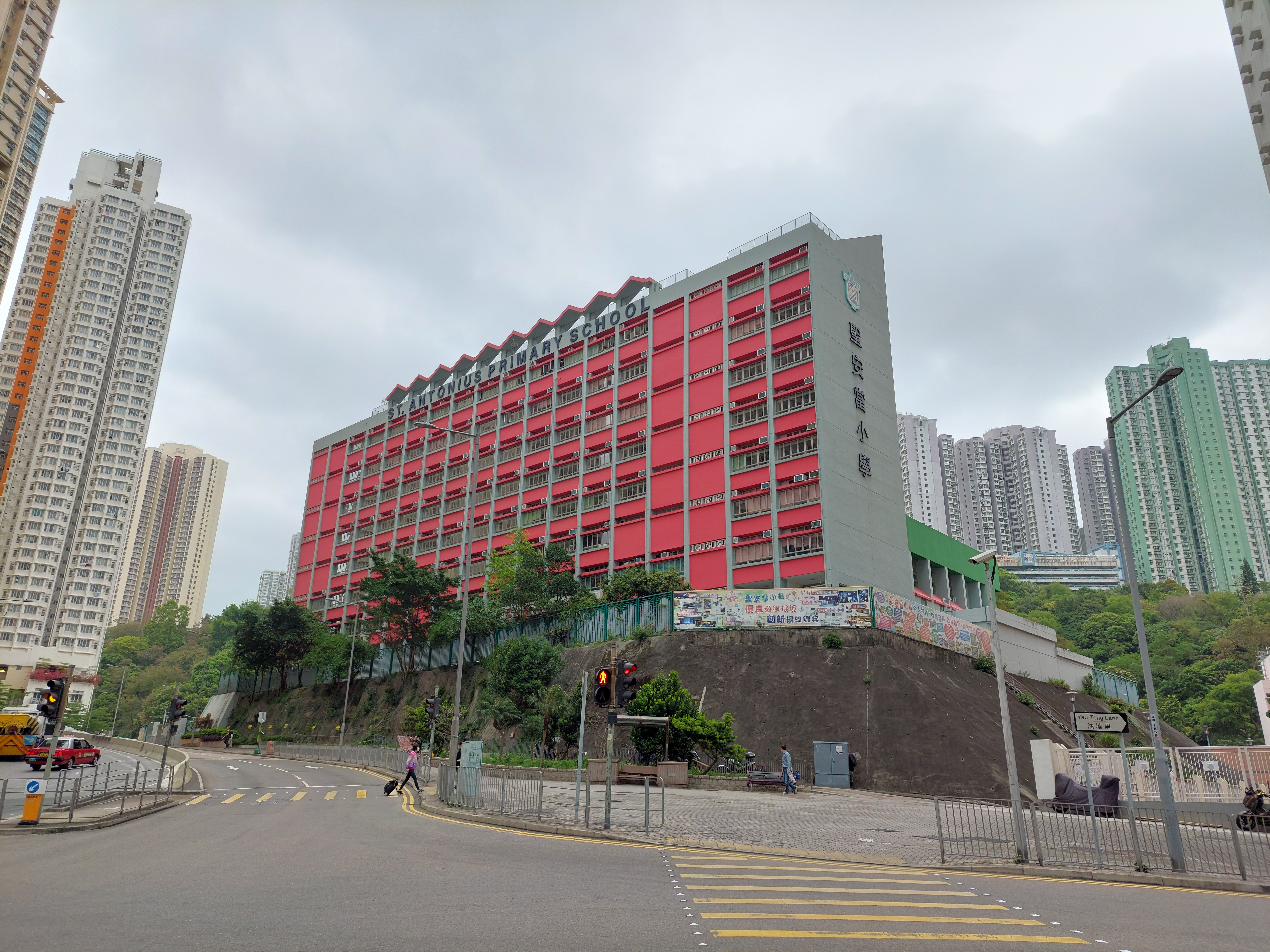
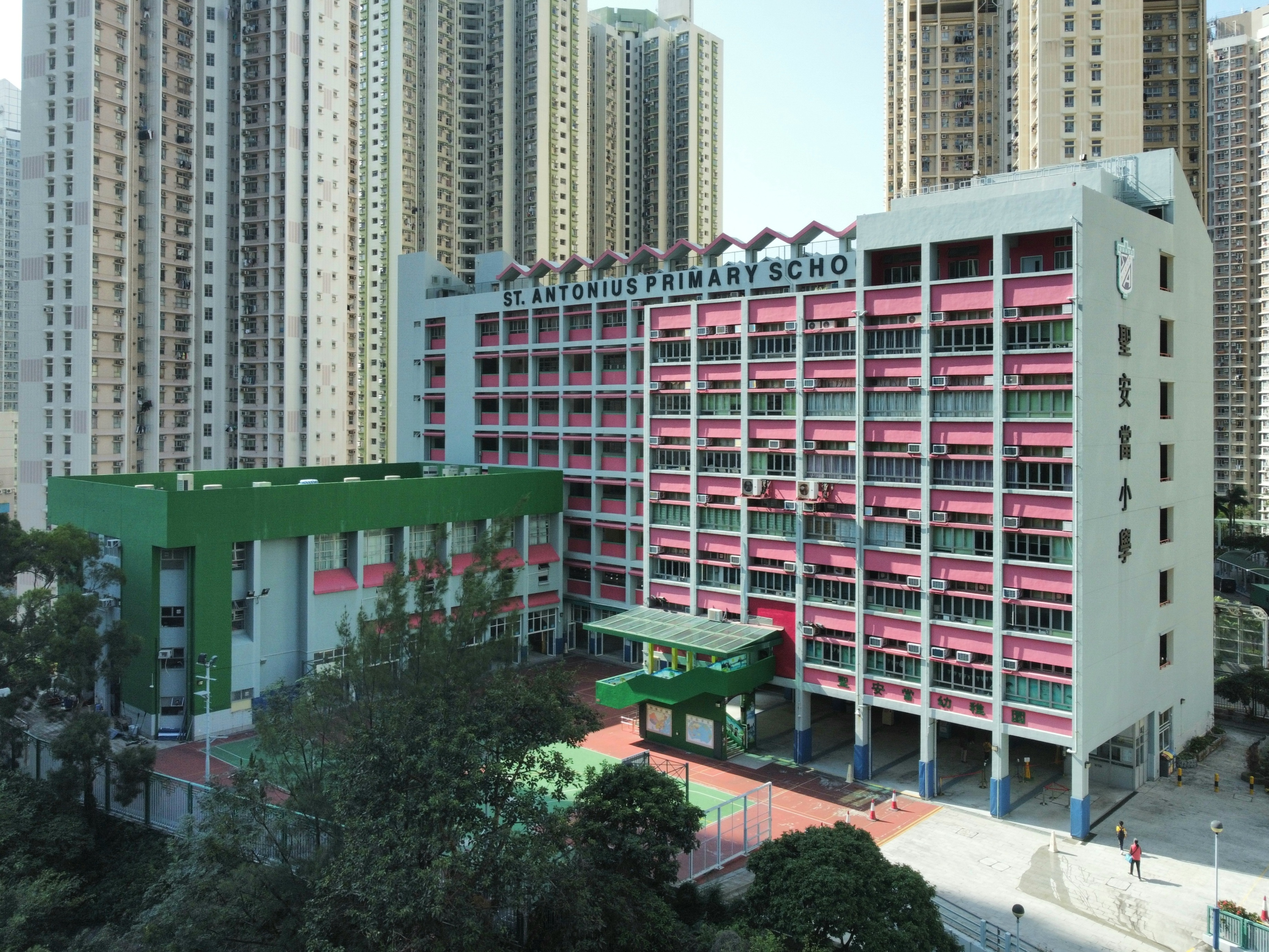
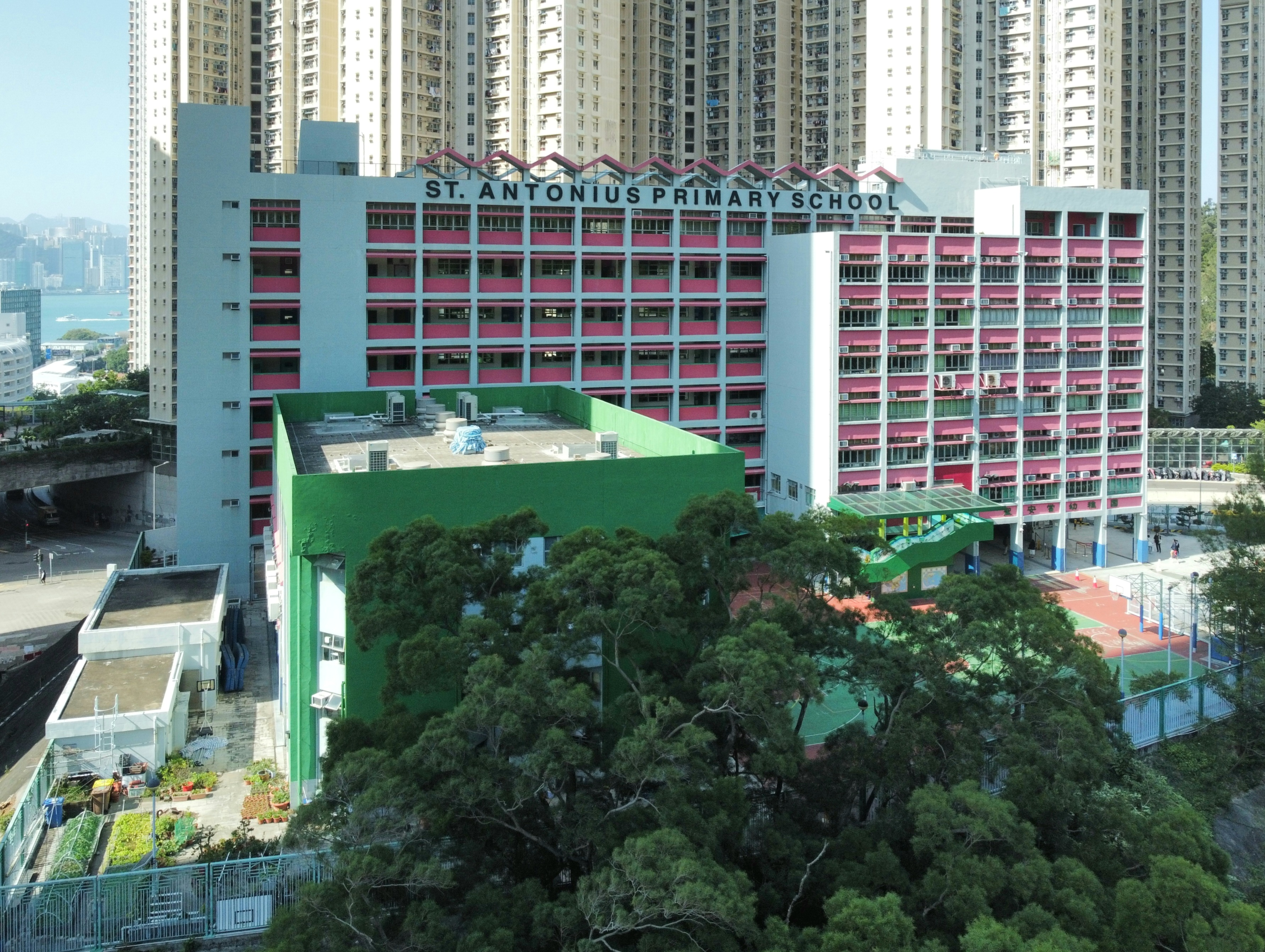

## 歷屆行政人員

### 校監
- 楊招眉 修女（1968年-2003年，創校校監，曾兼任上下午校校長、聖安當女書院及銅鑼灣聖安當學校校監；2017年逝世）[1]
- 吳美珠 修女（2003年-2011年）[8]
- 李笑容 修女（2012年起，現任校監；曾任上午校校長）

### 校長

#### 上午校
- 楊招眉 修女（1968年-？，創校校長）[9]
- 余麗萍 修女（約1980年代）[10]
- 李笑容 修女（？-1998年；2012年起出任校監）[11]
- 歐潤之 女士（1998年[12]-2006年）[13]
- 李貽貞 女士（2006年-2008年，末任上午校校長）[14]

#### 下午校
- 楊招眉 修女（1968年-約1970年代，創校校長）[15]
- 梁桃軒 女士（約1970年代-2004年）[9][16]
- 羅偉國 先生（2004年[17]-2008年，末任下午校校長，兼全日制首任校長）

#### 全日
- 羅偉國 先生（2004年-2019年，全日制首任校長）[18]
- 李偉鋒 先生（2019年起，現任校長）[19]

## 軼事及事件
- 1998年3月31日，此校時任校監在新校舍動土禮上，與地鐵公司代表一同切燒豬，惹起部分天主教徒非議。及後，當事人與教區另外數名神父在《公教報》上刊登專文澄清[20]。

## 著名/傑出校友
- 張沅薇：香港女演員（1983年下午校畢業）[21]
- 趙學而：香港女歌手（1983年下午校畢業）[21]
- 徐繼宗：香港音樂人（1987年下午校畢業）
- 陳伶俐：前無綫電視藝員（1989年下午校畢業）
- 王春媚：前有線新聞總主播（1989年畢業，午別不詳）[註 4]
- 關宛珊：香港女演員（1996年畢業，午別不詳）[22]
- 周吉佩：《中年好聲音》首屆冠軍得主（1998年畢業，午別不詳）[23]
- 鄺玲玲：泰國女演員、模特兒（2007年下午校畢業）
- 陳易舜：前觀塘區議員（2008年畢業，午別不詳）

## 註解
1. ↑  按照該校於小學概覽提供資料，其創校年份為1959年；然而，此校與1959年接辦的「聖安當學校暨幼稚園」分別運作[1]，且於1968年才正式在油塘創校，因此以後者為準。
2. ↑  後改稱「聖安當幼稚園」，並獨立於上午校
3. ↑  此校舍在興建時，樓層數目增加至8層，與1998年中學版校舍相同，另特別室翼亦增至7層，以同時容納小學及幼稚園部；此外，洗手間位置亦與標準設計不同。
4. ↑  關於王春媚本人就讀學校的資料，出自香港電台第一台廣播節目《守下留情》於2021年8月23日播出的訪問。

## 外部連結
- 聖安當小學官方網頁 （页面存档备份，存于）